# 中都街道
中都街道，是中华人民共和国山東省济宁市汶上县下辖的一个乡镇级行政单位。

## 行政区划
中都街道下辖以下地区：
南门社区、坝口社区、姬沟社区、林庄社区、路街社区、牛村社区、阎村社区、东小楼社区、辛王庄社区、南周村、阙庄村、史庄村、疃里村、前草桥村、柳杭村、东贾柏村、西贾柏村、大高村、前小秦村和中后小秦村。